# Бенямин Шешко
Бенямин Шешко (на словенски: Benjamin Šeško) е словенски футболист, който играе като нападател за английския клуб „Манчестър Юнайтед“ и националния отбор на Словения.

## Клубна кариера
Шешко започва кариерата си в местния тим „Радече“, преминава през „Рудар Търбовле“, „Кршко“ и „Домжале“ в юношеските си години. През 2019 г. подписва с австрийския „Ред Бул Залцбург“ на 16-годишна възраст, като прекарва две години под наем във втора австрийска лига с ФК „Лиферинг“, където реализира 22 гола в 44 мача. През 2021 дебютира за първия отбор на Залцбург и печели три титли в австрийската Бундеслига и една купа на Австрия. През 2023 г. се премества в германския „РБ Лайпциг“ за около 24 млн.€, като отбелязва 18 гола във всички турнири през първия си сезон. Той става и най-младият играч с голове в седем поредни мача от Бундеслигата.
През август 2025 г. официално става футболист на „Манчестър Юнайтед“, подписвайки до 2030 г. за сума около 73 – 74 млн.£ плюс бонуси.

## Национален отбор
На 1 юни 2021 г. Шешко дебютира за националния отбор на Словения на 18-годишна възраст и става най-младият футболист, дебютирал за националния отбор в историята на страната. В следващия месец става и най-младият голмайстор за Словения в квалификация срещу Малта. Изиграл е 41 международни мача и има 16 гола към март 2025 г.

## Успехи
Ред Бул Зацлбург
- Австрийска Бундеслига: 2020/21, 2021/22, 2022/23[5]
- Купа на Австрия: 2021/22[6]

РБ Лайпциг
- Суперкупа на Германия: 2023[7]

Индивидуални
- Футболист на годината на Словения: 2022[8]
- Млад футболист на годината на Словения: 2021, 2022,[8] 2023[9]